# Lake Katherine (Queensland)
Der Lake Katherine ist ein See im Westen des australischen Bundesstaates Queensland. 
Der See liegt am Mittellauf des Georgina River, nordöstlich der Simpsonwüste.